# (201019) Oliverwhite
(201019) Oliverwhite est un astéroïde de la ceinture principale.

## Description
(201019) Oliverwhite est un astéroïde de la ceinture principale. Il fut découvert le 6 février 2002 à Kitt Peak par Marc William Buie. Il présente une orbite caractérisée par un demi-grand axe de 2,39 UA, une excentricité de 0,19 et une inclinaison de 0,6° par rapport à l'écliptique.